# Shrek 2
Shrek 2 er en amerikansk animationsfilm fra 2004, og er opfølgeren til Shrek fra 2001. Filmen er produceret af DreamWorks Pictures.

## Handling
Shrek og Fiona er nygifte og lykkelige. Da de vender hjem fra bryllupsrejsen, bliver de inviteret af Fionas forældre, Kong Harold og Dronning Lillian som regenter af Kongeriget Langt Langt borte for at fejre deres ægteskab. Fionas forældre er ikke klar over, at deres datter og svigersøn i virkeligheden er trolde.